# المحامي العسكري العام (إسرائيل)

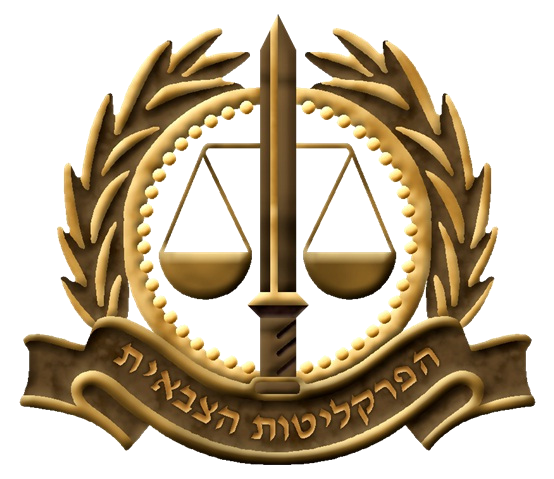

المحامي العسكري العام ((بالعبرية: הפרקליטות הצבאית‏)، HaPraklitut HaTzva'it) وحدة عسكرية تساعد قوات الدفاع الإسرائيلية في فرض قواعد السلوك من خلال المشورة القانونية والتعليم القانوني والحفاظ على آليات المقاضاة العسكرية والدفاع القانوني والقيام بالمهام القانونية الخاصة، وهي تشرف من خلال ممارسة الأدوات والسلطات التنفيذية المعينة، على سيادة القانون في الجيش الإسرائيلي.

## نظرة عامة
الأنشطة الرئيسية للمحامي العسكري العام هي:
- الحفاظ على أنظمة المقاضاة والدفاع القانوني أمام المحاكم العسكرية.
- تزويد السلطات العسكرية بالمشورة القانونية حول القانون العسكري والقانون بشكل عام (بما في ذلك القانون الدولي).
- الحفاظ على نظام المحاكم العسكرية في المناطق الخاضعة لولاية الجيش الإسرائيلي.
- الإشراف على قواعد السلوك في الجيش الإسرائيلي.
- الإشراف على الإدارات الاستقصائية في الجيش الإسرائيلي وعلى مراكز الاحتجاز العسكرية.
- تمثيل الجيش أمام الهيئات العامة والمؤسساتية.
- تدريس القانون والفقه في الجيش الإسرائيلي وقيمه بين الجنود والقادة.

## الهيكل
تتكون وحدة المحامي العام العسكري من الهيئات التالية:

### الرئيس (كبير المحاميين العسكريين)
رئيس الوحدة التات آلوف -العميد- شارون أفيك، عضو هيئة الأركان العامة، ولكن ليس تابعا مهنيا لرئيس الأركان.

### نائب الرئيس
ينسق ويوجه قيادة الوحدة ويشغل منصب القائم بالأعمال أثناء غياب الرئيس.

### رئيسالنيابةالعسكرية
ويرأسها كبير المدعين العسكريين، وهي مسؤولة عن المقاضاة الجنائية. يتمتع المدعي العام العسكري بالسلطة الحصرية لتقديم الطعون إلى محكمة الاستئناف العسكرية بشأن الأحكام التي تصدرها المحاكم العسكرية للمقاطعات.

### رئيسالدفاعالعسكري
مسؤولة عن الدفاع عن الجنود والضباط أمام المحاكم العسكرية خلال الطعون أمام محكمة الاستئناف العسكرية، وتقديم التمثيل والإرشاد القانوني لأفراد الجيش أثناء إجراء التحقيق.

### الإشراف القانوني وفرع العقيدة
يتألف من ثلاثة أقسام: يشرف قسم العدالة الإدارية على السلوك الإداري ويقدم المشورة القانونية في المجالات المتعلقة بالقانون الإداري. تقوم إدارة العفو المركزية بتوجيه نداءات العفو إلى الرئيس، وتقدم رأياً قانونياً لرئيس الأركان كسلطة تؤكد الأحكام والعقوبات (بما في ذلك إنزال الرتب)، وتقدم المشورة القانونية للجنة لمسح السجلات الجنائية للجنود قبل تجنيدهم، ويعالج إطلاق سراح السجناء في إطار اتفاقات السلام، ويتعامل مع الطعون في المحكمة العليا. يتولى قسم الإشراف تقييمات هيئات المحامي العام وينسق أنشطتها مع جهات التحقيق خارج الجيش الإسرائيلي.

### فرعالقانون الدولي
هذا الفرع والذي يرأسه مساعد الفريق الاستشاري في مجال القانون الدولي، يقدم المشورة للخدمة في المجالات المتعلقة بالقانون الدولي.

### فرع التشريعات والاستشارات
هذا الفرع مسؤول عن الاستشارات القانونية والتشريعات المتعلقة بالجيش في المناطق غير المرتبطة بالقانون الدولي (أو الأراضي المحتلة من قبل إسرائيل).

### المستشار القانوني في يهودا والسامرة
المستشار القانوني في يهودا والسامرة مكلف بتقديم المشورة القانونية فيما يتعلق بالأنشطة العسكرية والإدارة العسكرية للقائد العسكري في يهودا والسامرة ورئيس الإدارة المدنية. في هذا الدور، يواجه القسم مهمة صعبة في تحقيق التوازن بين المصالح الأمنية والاهتمامات الإنسانية ويلعب دورًا فعالًا في تسوية النزاعات بين الإسرائيليين والفلسطينيين. يقدم القسم المشورة القانونية حول مختلف جوانب الإجراءات الأمنية والتخطيط وتقسيم المناطق وتسجيل الأراضي والنشاط الاقتصادي وسلطة البلديات، إلخ. بالإضافة إلى ذلك، يلعب القسم دورًا رئيسيًا في الحرب المالية ضد «المنظمات الإرهابية» في كل من الاستيلاء على الأموال المتعلقة «بالإرهاب» وتتبع واعتقال الأفراد المتورطين في تلك الأنشطة. وأخيراً، يلعب القسم دوراً مركزياً في تخطيط الطريق، وتحديد ترتيبات المرور، والالتماسات إلى محكمة العدل العليا، ومسائل التعويض المتعلقة بجدار الفصل العنصري.

### مدرسة القانون العسكري
المدرسة مسؤولة عن تدريس القانون والفقه، وعن التدريب والتقدم المهني لضباط الوحدة.

## قائمة كبار المحامين العسكريين
فيما يلي قائمة المدعي العام العسكري الرئيسي في إسرائيل. قبل إنشاء المنصب، كان رئيس قسم العدل في الجيش الإسرائيلي - المسمى النيابة العسكرية - أفراهام جورالي.
- العقيد أهارون هوتير يشاي (1948-1950)
- العقيد أهارون مويال (1950-1953)
- العقيد مئير زوهار (1953-1961)
- العميد مئير شامغار (1961-1968)
- العقيد تسفي هدار (1968-1973)
- العميد تسفي إنبار (1973-1979)
- العميد دوف شيفي (1979-1984)
- اللواء بن تسيون فرخي (1984-1986)
- العميد امنون ستراشنوف (1986-1991)
- اللواء إيلان شيف (1991-1995)
- العميد اوري شوهام (1995-2000)
- اللواء مناحيم فينكلستين (2000-2004)
- اللواء أفيشاي ماندلبليت (2004-2011)
- اللواء داني إفروني (2011-2015)
- اللواء شارون أفيك (2015 -)

## لمزيد من الإطلاع
- مناحيم فينكلشتاين ويفعات تومر، " النظام القانوني العسكري الإسرائيلي "، مجلة قانون القوات الجوية ، شتاء 2002.